# 예국공주
예국공주(중국어: 豫国公主, 1061년)는 북송 제 4대 황제 인종의 13녀이자 막내딸이다. 어머니는 숙비 동씨이다.
가우 6년 (1061년) 6월에 태어나, 윤8월에 세상을 떠났고, 초국공주(楚國公主)로 추봉되었다. 치평 원년 (1064년) 5월, 한국장공주(韓國長公主)로 추봉되었다. 송 휘종이 즉위하고, 원부 3년 (1100년) 3월에 예국대장공주(豫国大長公主)로 추봉되었다. 후에 공주에서 제희(帝姬)로 고치고, 정화 4년 (1114년) 12월에 장엄대장제희(莊儼大長帝姬)로 봉해졌다.

## 참고 문헌
- 《송사(宋史) · 열전 제7》
- 《송회요집고(宋会要辑稿)》
- 《왕안석문집(王安石文集) · 황 고(故) 제13녀 추봉 초국공주제》